# San Marino himnusza
Az Inno Nazionale (jelentése magyarul: himnusz) a San Marino Köztársaság nemzeti himnusza. Zenéjét Federico Consolo, olasz hegedűművész és zeneszerző szerezte, és 1894-ben az ország nemzeti himnuszává vált. A dalnak nincs hivatalos szövege, hasonlóan a brit, a koszovói, a bosnyák és a spanyol himnuszhoz.

## Szövege
| Olaszul | Magyar fordítás |
| --- | --- |
| Oh antica Repubblica, Onore a te virtuosa Onore a te. Generosa, fidente, Virtuosa. Oh, Repubblica, Onore e vivi eterna Con la vita E gloria d'Italia. Oh antica Repubblica Onore a te. | Ó, te ősi köztársaság, Tisztelet néked, te derék Tisztelet néked. Nagylelkű, bizakodó, Erényes. Ó, Köztársaság, Becsülj és élj örök Életet És Olaszország dicsőségét. Ó, te ősi köztársaság Tisztelet néked. |